# Gesikan (Pakel)
Gesikan is een bestuurslaag in het regentschap Tulungagung van de provincie Oost-Java, Indonesië. Gesikan telt 5830 inwoners (volkstelling 2010).